# 邁納德 (內布拉斯加州)
邁納德（英語：Mynard）是位於美國內布拉斯加州卡斯縣的非建制地區。

## 歷史
邁納德的郵局於1894年設立，其後於1939年停運。

## 地理
邁納德所處的海拔為高於海平面332米（即1089英呎），而該地所採用的時區為UTC-6，即北美中部时区（CST）。同時該地設有夏令時間，為UTC-6調快一小時，即UTC-5（CDT）。